# Tom Yam

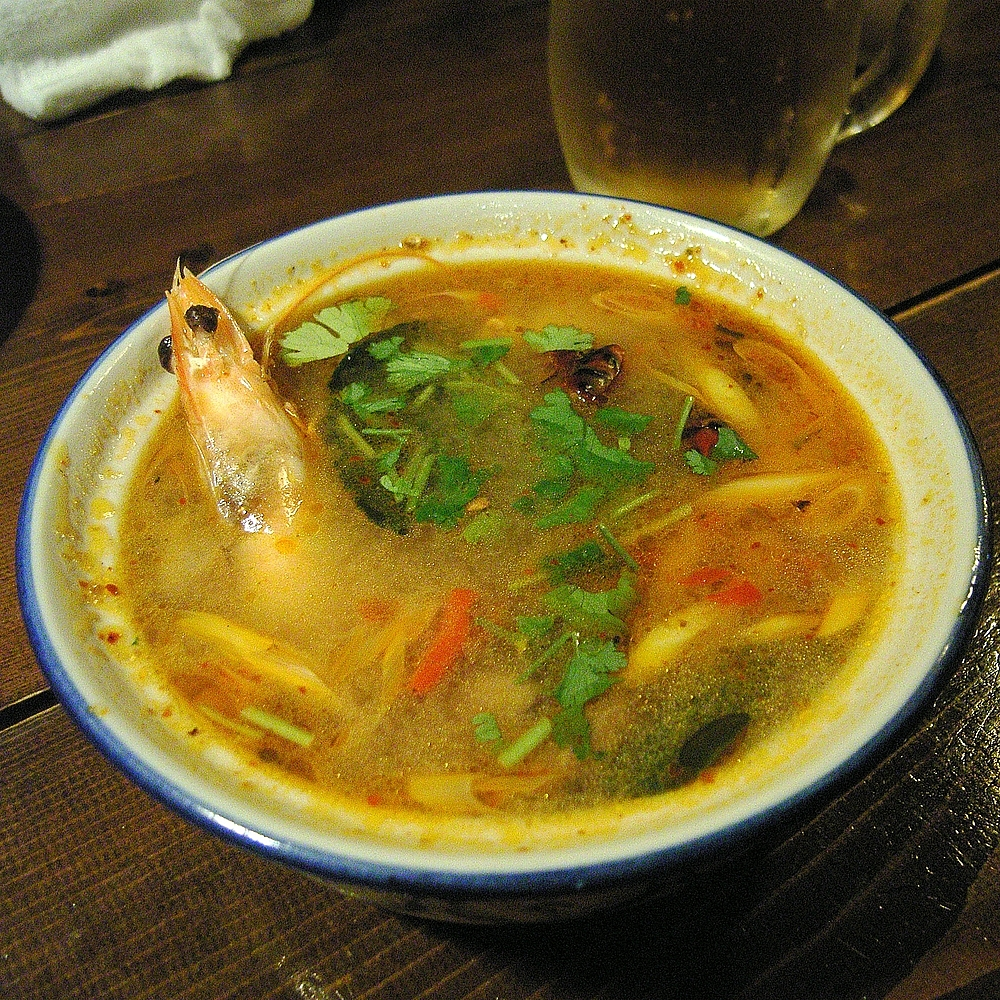
Tom Yam Gung

Tom Yam (Thai: ต้มยำ) ist eine sauer-scharfe Suppe der thailändischen Küche. 

## Etymologie und Geschichte
Tom bedeutet „Suppe“, yam in etwa „gemischt“. Je nach Zubereitungsweise wird der Wortkombination noch ein drittes Wort nachgestellt, z. B. gai oder kai für Huhn oder kung oder gung für Garnele.
Das Gericht geht auf die siamesische Küche zurück. Eine erste schriftliche Erwähnung des Gerichts findet sich im Ratgeberbuch Suphasit Son Ying des siamesischen Dichters Sunthon Phu, das in der ersten Hälfte des 19. Jahrhunderts entstand.

## Zubereitung
Tom Yam besteht aus einer aus der Hauptzutat gewonnenen Brühe, die um Fischsoße, Schalotten, Zitronengras, Kaffernlimetten-Blätter, Galgant und Pilze (in Thailand Dunkelstreifiger Scheidling) sowie je nach Geschmack weitere Zutaten ergänzt wird. Hauptgewürz der Suppe sind zerkleinerte Chili-Schoten (einfache Variante), in der Regel wird aber die Würzpaste Nam prik pao (deren Hauptzutat ebenfalls Chili ist) verwendet.

## Tom Yam Kung
Diese Variante mit Garneleneinlage ist in Thailand sehr beliebt. Sie wurde im Jahr 2024 von der UNESCO in die Repräsentative Liste des immateriellen Kulturerbes der Menschheit aufgenommen.